# José Saraiva Martins
José Saraiva Martins, född 6 januari 1932 i Gagos, Portugal, är en portugisisk kardinal och ärkebiskop. Han var prefekt för Kongregationen för helgonförklaringsprocesser från 1998 till 2008.